# Skowa
Marco Antônio Gonçalves dos Santos, más conocido como Skowa (São Paulo, 13 de diciembre de 1955 – Botucatu, 13 de junio de 2024) fue un músico, cantante y compositor brasileño

## Biografía
Pasó su infancia en Jardim Europa. Recibió el apodo en los tiempos de la escuela, debido a su cabello estilo afro, que se asemejaba a un cepillo. Creó su primera banda a los 15 años, en 1970, donde tocaba la guitarra y cantaba.
Comenzó a tocar profesionalmente alrededor de 1975. En 1977, participó en el Clube do Choro. En el mismo año, formó el grupo Sossega Leão, que era una banda de salsa. En la misma época, también tocó con el grupo Premeditando o Breque.
Entre 1980 y 1981, trabajó con Itamar Assumpção y con Gang 90 e as Absurdettes.
En 1984, Skowa pasó a dirigir dos programas en Radio USP: Caribe 38 y Rapazes da Banda, este último siendo un programa de entrevistas. También trabajó como actor, en teatro y en cine, participando en cortometrajes y largometrajes.
Dirigió la banda Skowa e a Máfia entre 1987 y 1991, con la cual grabó dos álbumes. Al finalizar la banda, Skowa creó, aún en 1991, el Grêmio Recreativo Amigos do Samba, Rock, Funk & Soul, el cual hizo participaciones especiales en canciones del cantante Jorge Ben Jor, como "Bebete Vãobora", "Princesa"  y "Engenho de Dentro".
Hizo música para el programa Castelo Rá-Tim-Bum, de TV Cultura. A los 48 años, en 2002 tuvo su primer y único hijo. En 2003, pasó a formar parte del Trio Mocotó, donde reemplazó a Fritz "Escovão".

## Muerte
Skowa murió 13 de junio de 2024, en Botucatu, ciudad donde residía, tras estar tres semanas internado debido a un paro cardiorrespiratorio.